# Shaft (Iran)
Shaft (farsi شفت) è il capoluogo dello shahrestān di Shaft, circoscrizione Centrale, nella provincia di Gilan. Aveva, nel 2006, una popolazione di 6.158 abitanti. Si trova circa 20 km a sud-ovest di Rasht. L'economia locale si basa sulla coltivazione del riso, sull'itticoltura e l'allevamento di bestiame.